# Martyn Williams
Martyn Elwyn Williams, MBE (* 1. September 1975 in Pontypridd) ist ein walisischer Rugby-Union-Spieler, der auf der Position des Flügelstürmers eingesetzt wird. Er spielt für die Cardiff Blues und ist Teil der walisischen Nationalmannschaft.

## Karriere
Martyn Williams begann seine Karriere beim Pontypridd RFC, mit dem er sich 1997 den walisischen Meistertitel sichern konnte. 1999 wechselte er nach Cardiff, wo er bis heute spielt. Zwischen 2002 und 2005 war er Kapitän des RFC bzw. der Blues, bis Rhys Williams ihn ablöste.
Das erste Länderspiel bestritt Williams 1996 gegen die Barbarians, wobei er im selben Jahr bereits für die Reserve der Nationalmannschaft gespielt hatte. Sein nächstes Spiel folgte bei den Five Nations 1998 gegen England. 2003 war er erstmals der Kapitän der Nationalmannschaft, als diese auf Schottland traf. Im ersten Spiel der Six Nations 2005 gegen England bestritt Williams sein 50. Länderspiel und spielte eine wichtige Rolle für das Team, das am Ende des Turniers den Grand Slam gewinnen konnte. So steuerte er zwei Versuche gegen Frankreich bei, als die Waliser sich bereits auf der Verliererseite wähnten. Aufgrund seiner Leistungen wurde er zum Spieler des Turniers gewählt.
Am 1. Oktober 2007 gab Williams nach dem enttäuschenden Ausscheiden der Waliser in der Vorrunde der Weltmeisterschaft sein vorläufiges Karriereende bekannt. Er kehrte im Januar 2008 überraschend in den Kader der Nationalmannschaft zurück und war Teil des walisischen Teams, das unter dem neuen Trainer Warren Gatland nach 2005 wieder den Grand Slam holen konnte. Er wurde von der BBC in die Mannschaft des Turniers gewählt.
Mit den Blues gelang Williams 2009 der Gewinn des EDF Energy Cup. Er wurde im Finale gegen Gloucester zum Man of the Match gewählt. Am 21. April des Jahres wurde er von Ian McGeechan für die Südafrika-Tour der British and Irish Lions nominiert, bereits seine dritte Lions-Tour.